# Etilfenidato
Etilfenidato (EPH) é uma droga psicoestimulante e um análogo próximo do metilfenidato.

## Mecanismo de ação
O etilfenidato atua tanto como um inibidor da recaptação de dopamina quanto como um inibidor da recaptação de noradrenalina, o que explica seu potencial em aumentar os níveis dos neurotransmissores noradrenalina e dopamina no cérebro, ligando-se e bloqueando parcialmente as proteínas transportadoras que atuam removendo essas monoaminas da fenda sináptica do cérebro.
No entanto, considerando as semelhanças entre o etilfenidato e o metilfenidato, e o fato de que metilfenidato, assim como a cocaína, não atuar de fato como um inibidor de recaptação clássico, mas predominantemente como um agonista inverso no transportador de dopamina (DAT), é provável que o etilfenidato também atue como um agonista inverso ou, por outro lado, que exerça secundariamente o mecanismo de ação de um inibidor de recaptação clássico (antagonista competitivo).

## Farmacocinética
O etilfenidato é metabolizado em metilfenidato e ácido ritalínico.
Pequenas quantidades de etilfenidato podem ser formadas in vivo, via transesterificação hepática, e quantidades maiores estão associadas ao consumo conjunto de metilfenidato com bebidas alcoólicas [en]. A formação de etilfenidato parece ser mais comum quando grandes quantidades de metilfenidato e álcool são consumidas ao mesmo tempo. No entanto, o processo de transesterificação do metilfenidato em etilfenidato, de acordo com testes em fígados de ratos, foi dominante no enantiômero inativo, embora tenha demonstrado uma concentração plasmática máxima prolongada e aumentada do enantiômero ativo do metilfenidato. Ainda, apenas uma pequena porcentagem do metilfenidato consumido é convertido em etilfenidato no organismo.
Este processo de transesterificação, que depende da enzima carboxilesterase, também ocorre quando a cocaína e o álcool são consumidos simultaneamente, formando o composto cocaetileno.

## Farmacodinâmica
Todos os dados disponíveis sobre a farmacocinética do etilfenidato foram extraídos de estudos conduzidos em roedores. O etilfenidato é mais seletivo para o transportador de dopamina (DAT) do que o metilfenidato, mas possui aproximadamente a mesma eficácia que o composto original, mas com atividade consideravelmente menor no transportador de noradrenalina (NET). O perfil farmacodinâmico dopaminérgico, que é quase idêntico ao do metilfenidato, é o principal responsável pelos efeitos eufóricos e estimulantes do etilfenidato.
Perfil de ligação
A tabela a seguir mostra o perfil de ligação do etilfenidato nas proteínas plasmáticas de ratos, em comparação ao perfil do metilfenidato:
| Composto         | Ligação DAT | Ligação NET | Captação DA | Captação NE |
| ---------------- | ----------- | ----------- | ----------- | ----------- |
| d-metilfenidato  | 139         | 408         | 28          | 46          |
| d-etilfenidato   | 276         | 2479        | 24          | 247         |
| dl-metilfenidato | 105         | 1560        | 24          | 31          |
| dl-etilfenidato  | 382         | 4824        | 82          | 408         |